# Školska športska dvorana Mladost u Karlovcu
Školska športska dvorana Mladost je višenamjenska školska i športska dvorana u Karlovcu. Najveći je i najznačajni športski objekt u Karlovcu.

## Povijest
Prosinca 1965. godine raspisan je pozivni natječaj za projekt i izgradnju športsko-rekreacijskog kompleksa na lijevoj obali Korane, lociranog u prirodnoj depresiji na uglu dviju ulica. Dvorana je planirana kao glavni dio športsko-rekreacijskog kompleksa koji je trebao imati i zatvoreno plivalište, bazen na otvorenom i igralište za hokej s tribinama. Natječajni projektni program neznatno je izmijenjen i dopunjen većim prostorom za društvene aktivnosti, te stalne i prigodne izložbe. Rok izrade natječajnog projekta bio je relativno kratak. Prispjelo je deset projekata, a ocjenjivački sud prihvatio rad je skupine arhitekata projektnog ureda „AGI-46“ (Frane Dulčić, Slavko Jelinek, Stjepan Krajač), koji je najbolje odgovorio na zahtjeve natječajnog programa i glavne kriterije vrednovanja projektnih rješenja – ekonomičnost, funkcionalnost, urbanističko uklapanje u teren i arhitektonska vrijednost. Dvoranu je izvođač karlovačka Novotehna gradila od svibnja 1966. godine. Izgradnja je započela u svibnju 1966. godine. Investitor je bila Skupština općine Karlovac, investitorski poslovi djelo su Inženjering-Zagreba. Interijere su uredili Slovenijales i Elan. Objekt je otvoren 21. listopada 1967. godine, uoči održavanja međunarodnog prvenstva u stolnom tenisu. Na pozivnom natječaju 1978. godine projektni ured AGI-46 u malo izmijenjenoj postavi osvojio je prvu nagradu za dogradnju objekata športsko-rekreacijskih sadržaja, a projektom su bile predviđene dvorane olimpijskog bazena, klizališta, te prostor deseterostazne kuglane.
Zbog dimenzija u njoj se mogu održati svi dvoranski športovi: odbojka, košarka, rukomet, mali nogomet, tenis u dvorani, borilački športovi i sl. U velikoj dvorani održava se nastava tjelesne i zdravstvene kulture, treninzi i utakmice športskih klubova. Dvorana ima površine za reklamiranje uz teren i na balkonu. Podij je dimenzija 44×24 metra. Gledalište je kapaciteta 4.000 mjesta od čega 2.000 sjedećih.
Dvorana ima vlastitu pozornicu do 110 m2, što omogućava održavanje velikih priredaba, koncerata i sličnih manifestacija.
Dvorana ima prostore za dodatne sadržaje: mala dvorana za gimnastiku i aerobik/pilates, teretanu, stijenu za penjanje, dvoranu za sastanke, fizioterapeutsku ambulantu te ugostiteljski objekt. Ispred dvorane su tri teniska igrališta s podlogom od tenisita i rasvjetom te jedan polivaletni teren 35×16 metara, prekriven antistres podlogom.
Bila je domaćinom utakmica skupine C svjetskog prvenstva u košarci 1970. godine te europskog prvenstva u košarci 1975. godine.
Dvorana je stavljena na popis nepokretnog dobra pod preventivnom zaštitom i predviđena je za budući upis na listu trajno zaštićenih nepokretnih dobara, čime postaje prvo trajno zaštićeno arhitektonsko djelo moderne arhitekture u Karlovcu.

## Vanjske poveznice
- Sportilus